# 耶勒·马斯
耶勒·马斯（荷蘭語：Jelle Maas，1991年2月21日—），荷蘭男子羽毛球運動員，擅長雙打項目。

## 簡歷
2010年5月，耶勒·马斯與伊里斯·塔博林出戰斯洛伐克羽毛球公開賽，在混雙準决赛以0比2（19-21、18-21）不敌赛会2号种子、克罗埃西亚的兹沃尼米尔·杜尔金雅克/斯塔萨·博萨诺维奇。同年9月，他出戰斯洛伐克羽毛球公開賽，在與雅高·阿伦斯的男雙决赛以2比1（21-18、19-21、21-15）力克赛会头号种子、德国的Maurice Niesner/Till Zander，奪得其首個國際職業賽冠軍；而與伊里斯·塔博林的混雙準决赛以1比2（19-21、21-18、24-26）不敌赛会头号种子、白俄罗斯的Aliaksei Konakh/阿莱西亚·扎伊特萨娃。同期9月，她與伊里斯·塔博林出戰捷克羽毛球國際賽，在混雙决赛以0比2（16-21、11-21）不敌丹麦的安德斯·斯考劳普·拉斯姆森/安妮·斯基尔贝克，赢得亚軍。
2012年1月，耶勒·马斯與伊里斯·塔博林出戰愛沙尼亞羽毛球國際賽，在混雙準决赛以1比2（24-22、13-21、13-21）不敌赛会6号种子、队友的约瑞特·德鲁伊特/萨曼塔·巴宁。同期1月，他與雅高·阿伦斯出戰瑞典斯德哥爾摩羽毛球國際賽，在男雙準决赛以0比2（18-21、10-21）不敌赛会2号种子、俄罗斯的弗拉基米尔·伊万诺夫/伊万·索松诺夫。同年3月，他與雅高·阿伦斯出戰克羅地亞羽毛球國際賽，在男雙决赛以2比0（21-16、21-14）击败了赛会3号种子、克罗埃西亚的兹沃尼米尔·杜尔金雅克/兹沃尼米尔·霍尔布林，俩人奪得其首個國際職業賽冠軍。随后5月，他與雅高·阿伦斯出戰西班牙羽毛球公開賽，在男雙决赛以1比2（16-21、23-21、13-21）不敌赛会头号种子、队友的约瑞特·德鲁伊特/戴夫·胡达巴克什，赢得亚軍。接着11月，他與雅高·阿伦斯出戰挪威羽毛球國際賽，在男雙决赛以1比2（18-21、22-20、17-21）不敌赛会3号种子、同胞的鲁德·博世/科恩·雷德，赢得亚軍。年尾12月，他出戰[2012年愛爾蘭羽毛球國際賽|愛爾蘭羽毛球國際賽]]，在與雅高·阿伦斯的男雙决赛以2比0（21-14、21-19）击败了赛会5号种子、德国的约翰尼斯·斯科特勒/约舍·兹沃涅，赢得冠軍；而與伊里斯·塔博林的混雙决赛以0比2（20-22、17-21）不敌赛会头号种子、队友的约瑞特·德鲁伊特/萨曼塔·巴宁，赢得亚軍。
2013年1月，耶勒·马斯與雅高·阿伦斯合作贏得瑞典斯德哥爾摩羽毛球國際賽男子雙打比賽冠軍，又與伊里斯·塔博林贏得混合雙打比賽亞軍。随后4月，他與雅高·阿伦斯出戰芬蘭羽毛球公開賽，在男雙準决赛以0比2（11-21、20-22）不敌马来西亚的Mohd Lutfi Zaim Abdul Khalid/陈伟源。同期4月，他與伊里斯·塔博林出戰荷蘭羽毛球國際賽，在混雙準决赛以0比2（10-21、9-21）不敌赛会头号种子、德国的麦克·福克斯/比尔吉德·迈克斯。接着10月，他與雅高·阿伦斯出戰碧特博格羽毛球黃金大獎賽，在男雙準决赛以0比2（13-21、11-21）不敌丹麦的马德斯·康拉德-彼德森/马德斯·皮勒尔·科尔丁，创下在黃金大獎賽的四强佳绩。年尾12月，他與雅高·阿伦斯出戰愛爾蘭羽毛球公開賽，在男雙决赛以0比2（9-21、6-21）不敌赛会2号种子、波兰的亚当·克瓦林纳/普热梅斯瓦夫·瓦查，赢得亚軍。
2014年1月，耶勒·马斯與雅高·阿伦斯出戰瑞典羽毛球大師賽，在男雙準决赛以0比2（13-21、10-21）不敌赛会头号种子、波兰的亚当·克瓦林纳/普热梅斯瓦夫·瓦查。同年5月，他與雅高·阿伦斯出戰西班牙羽毛球公開賽，在男雙準决赛以0比2（14-21、18-21）不敌赛会头号种子、波兰的亚当·克瓦林纳/普热梅斯瓦夫·瓦查。接着9月，他出戰比利時羽毛球國際賽，在與雅高·阿伦斯的男雙决赛以2比3（10-11、11-6、11-8、7-11、9-11）不敌丹麦的马蒂亚斯·克里斯蒂安森/大卫·道嘉德，赢得亚軍；而與伊里斯·塔博林的混雙决赛以0比3（5-11、10-11、7-11）不敌赛会头号种子、队友的雅高·阿伦斯/塞莱娜·皮克，赢得亚軍。
2015年4月，耶勒·马斯出戰荷蘭羽毛球國際賽，在與鲁宾·吉尔的男雙準决赛以0比2（15-21、15-21）不敌赛会4号种子、德国的约翰尼斯·皮斯托留斯/马文·埃米尔·塞德尔；而與伊尔莎·瓦森的混雙準决赛以0比2（19-21、14-21）不敌丹麦的克里斯托弗·克努森/玛雅·林德斯肖伊。接着8月，耶勒·马斯參加印尼雅加達舉行的世界羽毛球錦標賽，與雅高·阿伦斯合作出戰男子雙打項目，首圈就以0比2（18-21、18-21）不敵德國的麦克·福克斯/约翰尼斯·斯科特勒出局。
2016年9月，耶勒·马斯與埃姆克·范德阿尔出戰比利時羽毛球國際賽，在混雙準决赛以1比2（21-14、13-21、13-21）不敌法国的羅南·拉巴爾/奧德麗·方丹。同年11月，他與罗宾·塔博林出戰蘇格蘭羽毛球大獎賽，在男雙準决赛以1比2（19-21、21-18、19-21）不敌跨国组合[苏格兰：亚当·霍尔/英格兰：彼得·米尔斯]。
2017年8月，耶勒·马斯參加苏格兰格拉斯哥舉行的世界羽毛球錦標賽，他和埃姆克·范德阿尔出戰混合双打項目。首圈以1比2 （21-23、25-23、8-21）不敌中華台北组合的張課琦/張莘恬，48强止步。随后11月，他出戰蘇格蘭羽毛球大獎賽，與罗宾·塔博林的男雙决赛以2比0（21-11、21-15）击败了赛会8号种子、队友的雅高·阿伦斯/鲁宾·吉尔，赢得冠軍；而與埃姆克·范德阿尔的混雙準决赛以1比2（21-16、11-21、13-21）不敌赛会6号种子、同胞的雅高·阿伦斯/塞莱娜·皮克。年尾12月，他與罗宾·塔博林出戰意大利羽毛球國際賽，在男雙决赛以2比0（23-21、21-18）击败了赛会7号种子、波兰的米洛什·博哈特/亚当·克瓦林纳，赢得冠軍。
2018年4月，耶勒·马斯參加西班牙韦尔瓦举办的歐洲羽毛球錦標賽，在與罗宾·塔博林的男雙準决赛以0比2（15-21、18-21）不敌赛会3号种子、丹麦的金·阿斯特鲁普/安德斯·斯考劳普·拉斯姆森，赢得季軍。

## 主要比賽成績
只列出曾進入準決賽的國際賽事成績：
| 年份   | 賽事                       | 公開賽級別 | 項目     | 拍檔            | 成績   |
| ------ | -------------------------- | ---------- | -------- | --------------- | ------ |
| 2007年 | 歐洲青年羽毛球錦標賽       | 其他       | 混合團體 | －              | 亞軍   |
| 2009年 | 歐洲青年羽毛球錦標賽       | 其他       | 混合團體 | －              | 亞軍   |
| 2010年 | 斯洛文尼亞羽毛球國際賽     | 國際系列賽 | 混合雙打 | 伊里斯·塔博林   | 準決賽 |
| 2010年 | 斯洛伐克羽毛球公開賽       | 未來系列賽 | 男子雙打 | 雅高·阿伦斯     | 冠軍   |
| 2010年 | 斯洛伐克羽毛球公開賽       | 未來系列賽 | 混合雙打 | 伊里斯·塔博林   | 準決賽 |
| 2010年 | 捷克羽毛球國際賽           | 國際挑戰賽 | 混合雙打 | 伊里斯·塔博林   | 亞軍   |
| 2010年 | 匈牙利羽毛球國際賽         | 國際系列賽 | 男子雙打 | 雅高·阿伦斯     | 準決賽 |
| 2012年 | 愛沙尼亞羽毛球國際賽       | 國際系列賽 | 混合雙打 | 伊里斯·塔博林   | 準決賽 |
| 2012年 | 瑞典斯德哥爾摩羽毛球國際賽 | 國際挑戰賽 | 男子雙打 | 雅高·阿伦斯     | 準決賽 |
| 2012年 | 克羅地亞羽毛球國際賽       | 國際系列賽 | 男子雙打 | 雅高·阿伦斯     | 冠軍   |
| 2012年 | 西班牙羽毛球公開賽         | 國際挑戰賽 | 男子雙打 | 雅高·阿伦斯     | 亞軍   |
| 2012年 | 挪威羽毛球國際賽           | 國際挑戰賽 | 男子雙打 | 雅高·阿伦斯     | 亞軍   |
| 2012年 | 愛爾蘭羽毛球國際賽         | 國際系列賽 | 男子雙打 | 雅高·阿伦斯     | 冠軍   |
| 2012年 | 愛爾蘭羽毛球國際賽         | 國際系列賽 | 混合雙打 | 伊里斯·塔博林   | 準決賽 |
| 2013年 | 瑞典斯德哥爾摩羽毛球國際賽 | 國際挑戰賽 | 男子雙打 | 雅高·阿伦斯     | 冠軍   |
| 2013年 | 瑞典斯德哥爾摩羽毛球國際賽 | 國際挑戰賽 | 混合雙打 | 伊里斯·塔博林   | 亞軍   |
| 2013年 | 芬蘭羽毛球公開賽           | 國際挑戰賽 | 男子雙打 | 雅高·阿伦斯     | 準決賽 |
| 2013年 | 荷蘭羽毛球國際賽           | 國際挑戰賽 | 混合雙打 | 伊里斯·塔博林   | 準決賽 |
| 2013年 | 碧特博格羽毛球黃金大獎賽   | 黃金大獎賽 | 男子雙打 | 雅高·阿伦斯     | 準決賽 |
| 2013年 | 愛爾蘭羽毛球公開賽         | 國際挑戰賽 | 男子雙打 | 雅高·阿伦斯     | 亞軍   |
| 2014年 | 瑞典羽毛球大師賽           | 國際挑戰賽 | 男子雙打 | 雅高·阿伦斯     | 準決賽 |
| 2014年 | 西班牙羽毛球公開賽         | 國際挑戰賽 | 男子雙打 | 雅高·阿伦斯     | 準決賽 |
| 2014年 | 比利時羽毛球國際賽         | 國際挑戰賽 | 男子雙打 | 雅高·阿伦斯     | 亞軍   |
| 2014年 | 比利時羽毛球國際賽         | 國際挑戰賽 | 混合雙打 | 伊里斯·塔博林   | 亞軍   |
| 2015年 | 荷蘭羽毛球國際賽           | 國際系列賽 | 男子雙打 | 鲁宾·吉尔       | 準決賽 |
| 2015年 | 荷蘭羽毛球國際賽           | 國際系列賽 | 混合雙打 | 伊尔莎·瓦森     | 準決賽 |
| 2016年 | 比利時羽毛球國際賽         | 國際挑戰賽 | 混合雙打 | 埃姆克·范德阿尔 | 準決賽 |
| 2016年 | 蘇格蘭羽毛球大獎賽         | 大獎賽     | 男子雙打 | 罗宾·塔博林     | 準決賽 |
| 2017年 | 蘇格蘭羽毛球大獎賽         | 大獎賽     | 男子雙打 | 罗宾·塔博林     | 冠軍   |
| 2017年 | 蘇格蘭羽毛球大獎賽         | 大獎賽     | 混合雙打 | 埃姆克·范德阿尔 | 準決賽 |
| 2017年 | 意大利羽毛球國際賽         | 國際挑戰賽 | 男子雙打 | 罗宾·塔博林     | 冠軍   |
| 2018年 | 歐洲羽毛球錦標賽           | 其他       | 男子雙打 | 罗宾·塔博林     | 季軍   |
| 2018年 | 荷蘭羽毛球公開賽           | 超級100賽  | 男子雙打 | 罗宾·塔博林     | 亞軍   |
| 2018年 | 薩洛盧羽毛球公開賽         | 超級100賽  | 男子雙打 | 罗宾·塔博林     | 準決賽 |
| 2019年 | 歐洲羽毛球混合團體錦標賽   | 其他       | 混合團體 | －              | 季軍   |
| 2019年 | 巴西羽毛球國際挑戰賽       | 國際挑戰賽 | 男子雙打 | 罗宾·塔博林     | 亞軍   |
| 2019年 | 歐洲運動會羽毛球比賽       | 其他       | 男子雙打 | 罗宾·塔博林     | 銅牌   |
| 2020年 | 歐洲羽毛球男女子團體錦標賽 | 其他       | 男子團體 | －              | 亞軍   |

| 2007-2017年 | 首要超級賽 | 超級賽 | 黃金大獎賽 | 大獎賽 | 國際挑戰賽 | 國際系列賽 | 未來系列賽 | 其他 |

| 2018-2026年 | 總決賽 | 超級1000賽 | 超級750賽 | 超級500賽 | 超級300賽 | 超級100賽 | 國際挑戰賽 | 國際系列賽 | 未來系列賽 | 其他 |

### 奧運會和世錦賽參賽紀錄
|          | 搭檔            | 2014 | 2015 | 2016 | 2017 | 2018 | 2019 |
| -------- | --------------- | ---- | ---- | ---- | ---- | ---- | ---- |
| 男子雙打 | 雅高·阿伦斯     | 48強 | 48強 | －   | －   | －   | －   |
| 男子雙打 | 罗宾·塔博林     | －   | －   | －   | 48強 | 32強 | 32強 |
|          |                 |      |      |      |      |      |      |
| 混合雙打 | 埃姆克·范德阿尔 | －   | －   | －   | 48強 | －   | －   |

## 外部連結
- 耶勒·马斯的Facebook專頁